# 沒有他我們無法活
《沒有他我們無法活》，或译《没有他会死》，朝中社中文网译《我们离不开您》，是朝鮮民主主義人民共和國官方推出的一首歌頌最高領導人金正恩的歌曲。歌曲的樂譜和歌詞於2013年12月21日在《勞動新聞》頭版整版彩印刊登，該版正中間有一金正恩微笑的肖像。歌曲樂譜還提醒到要“深切地歌唱”。歌曲以抒情的女高音演唱，其曲调類似於情歌。牡丹峰樂團曾現場表演這首歌曲。
《勞動新聞》於2013年12月22日報道表示，歌曲“道出了千萬軍民視敬愛的元首（金正恩）為天的內心”。万寿台艺术团的趙一龍（音）稱贊歌曲“歌詞也非常優秀，但旋律更是精品旋律，到處都體現了無限的魅力和信賴，以及對歡喜和美好未來的信念”。而許多高層人士亦爭先稱贊這首歌曲，朝鮮居民們也在朝鮮組織內部練習唱這首歌。然而，歌曲在中國大陸網路迅速走紅，引起了許多中國大陸網友的嘲諷。有网友還将该歌曲音樂錄影帶中的朝鲜文歌词空耳出中文字幕。而世界朝鮮研究中心所長安贊一（音）則表示這是張成澤被處決事件後金正恩開展的“歌謠政治”，以歌曲來引導因該事件倍受沖擊的朝鮮居民對他效忠。

## 外部連結
- YouTube上的沒有他我們無法活
- 《我们离不开您》 （页面存档备份，存于）（朝鲜中央通讯）